# کوه هارکین
کوه هارکین (به انگلیسی: Mount Harkin) یک کوه در کانادا است که در بریتیش کلمبیا واقع شده‌است. کوه هارکین ۲٬۹۷۹ متر بالاتر از سطح دریا واقع شده‌است.